# Університет Вебера
Університет Вебера (англ. Weber State University) — американський громадський університет у місті Оґден, округ Вебер, штат Юта.

## Історія

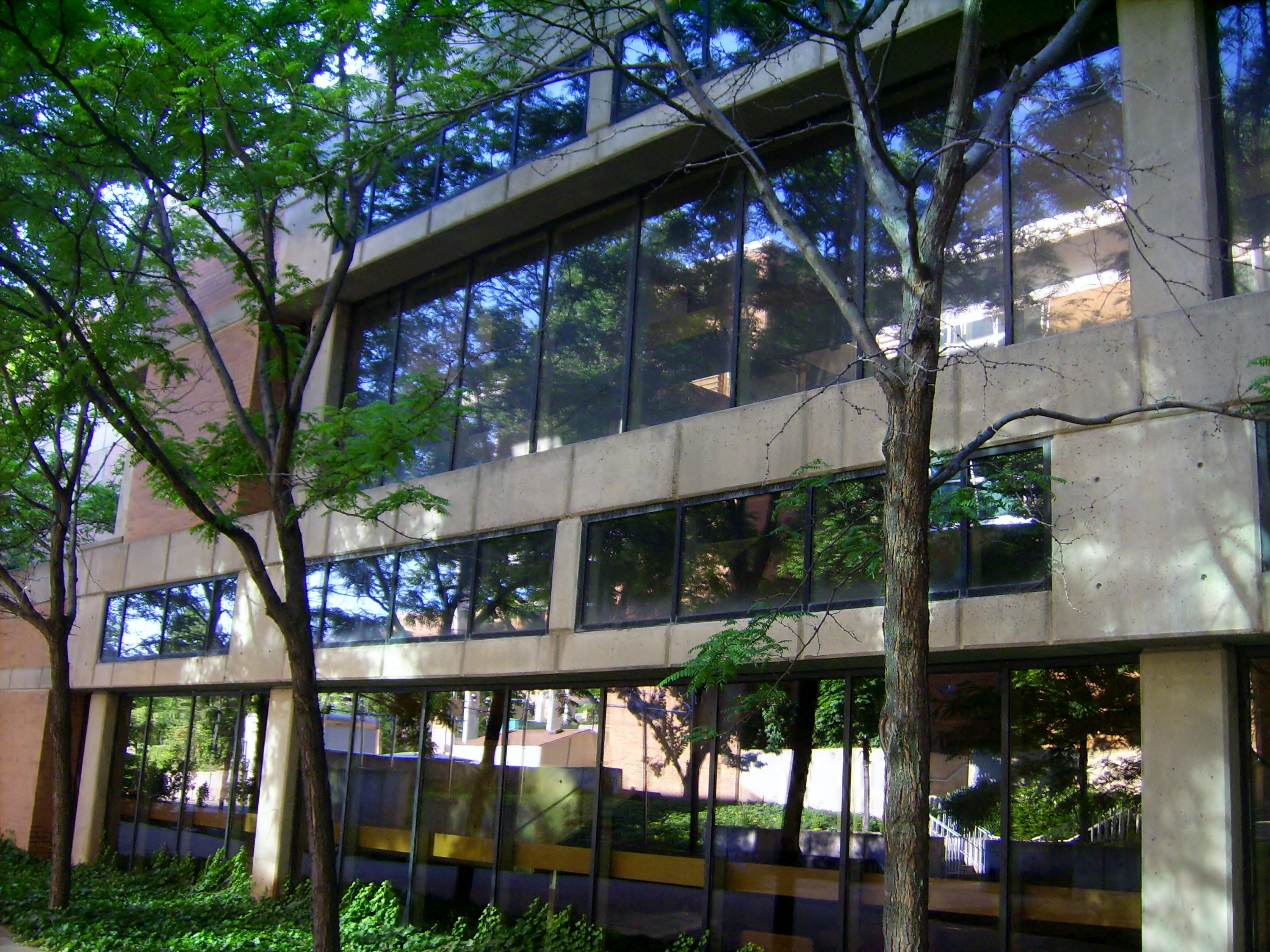
Студентський сервіс центр

Університет був заснований мормоністами з Церквою Ісуса Христа святих останніх днів у 1889 році як Академія Вебера. Назва «Вебер» походить від назви округу, де розташований університет. Округ Вебер був названий на честь Джона Генрі Вебер (1779—1859).
Перші заняття в Академії відбулись 7 січня 1889 року, на них було присутньо 98 учнів. Першим ректором Академії був Луїс Ф. Менч.
У 1918 році Академія змінила назву на Педагогічний коледж Вебер, а в 1922 році на Коледж Вебер.

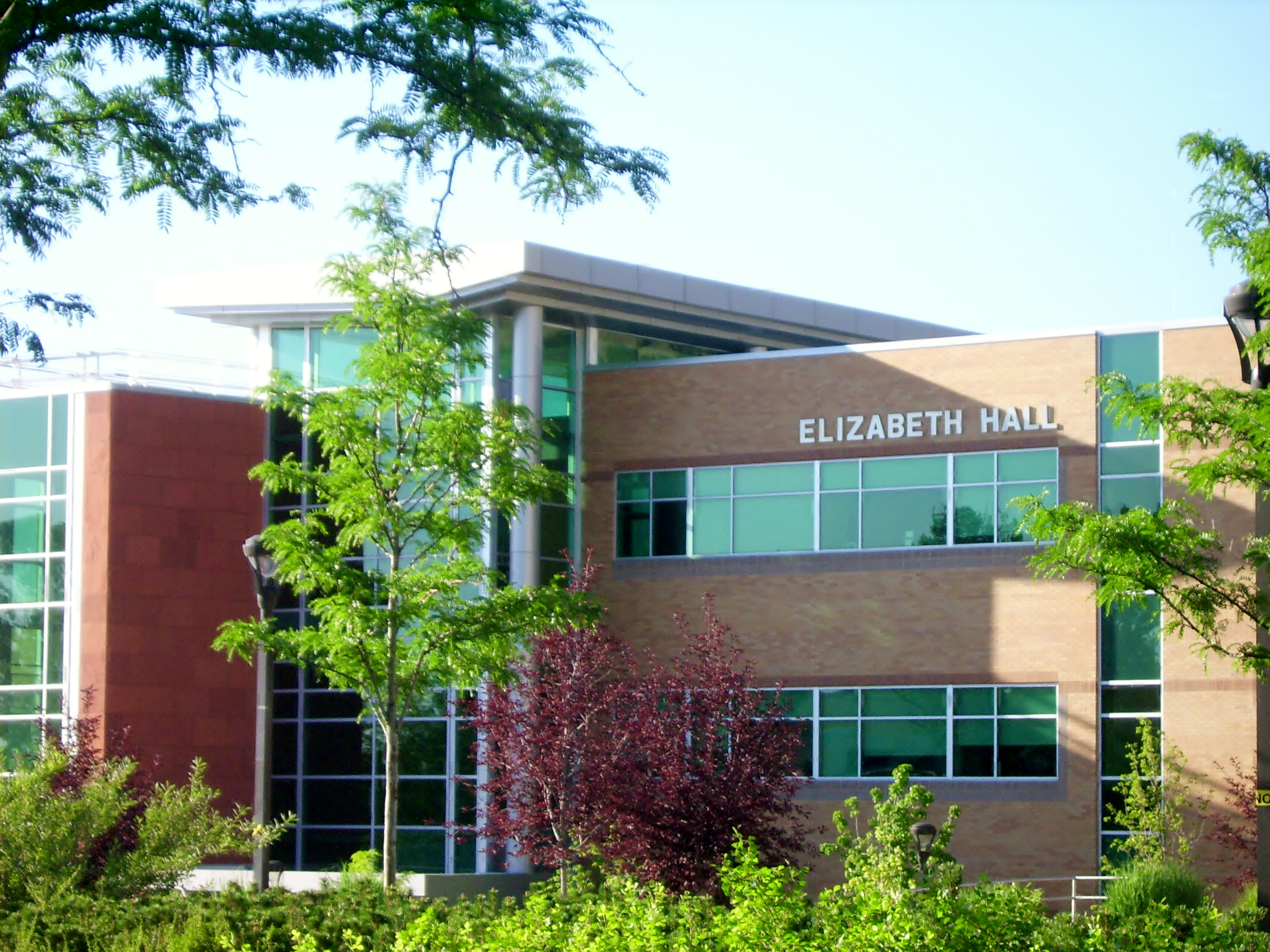

Законодавчі Збори Штату Юта, у 1931 році, прийняв закон про викуп Коледжу Вебер у Церкви. У 1933 році Коледж Вебер був викуплений
1 січня 1991 року Коледж Вебер отримав статус університету.

## Академічна структура
1. Коледж машинобудування, прикладної науки і техніки[9];
2. Коледж мистецтв і гуманітарних наук Е. Лінквіста;
3. Коледж науки;
4. Коледж суспільних наук і біхевіоризму[10];
5. Коледж медичних професій доктора Езекіля Р. Дамка;
6. Педагогічний коледж Джері і Вікі Мойєс[11];
7. Школа бізнесу і економіка Джона Б. Ґоддара.

Державний університет Вебера пропонує ступінь бакалавра в галузі фізичної культури. Розрізняють два типи підготовки: фізичне виховання — курс І та фізичне виховання — курс ІІ. Перший напрямок призначений для підготовки студентів для роботи в суспільних місцях діяльності, другий для викладання фізичного виховання в системі державних шкіл.

## Відомі випускники
- Олін Сміт Вокер (англ. Olene S. Walker; 15 листопада 1930 — 28 листопада 2015) — американський політичний діяч, 15-й губернатор штату Юта (2003—2005). Стала першою жінкою-губернатором Юти. Була членом Республіканської партії.
- Девід М. Кеннеді (англ. David Matthew Kennedy; 21 липня 1905 — 1 травня 1996) — 60-й міністр фінансів США.
- Даміан Ламонт Оллі Ліллард — американський баскетболіст, гравець клубу НБА «Портленд Трейл-Блейзерс».
- Трейсі Голл (англ. Tracy Hall; 20 жовтня 1919 — 25 липня 2008) — американський хімік, винахідник синтетичного діаманту.
- Ленс Коллін Олред (англ. Lance Collin Allred; 2 лютого 1981) — американський баскетболіст, який став першим зареєстрованим глухим гравцем в історії НБА, де він провів кілька ігор за команду «Клівленд Кавальєрс».
- Білл Шаффенгавер (англ. Bill Schuffenhauer; 24 червня 1974) — американський бобслеїст, виступає за збірну США з 2000 року. Брав участь у трьох Олімпіадах.